# Траузела
Траузѐла (на италиански: Trausella; на пиемонтски: Trausela) е село в Северна Италия, Метрополен град Торино, регион Пиемонт. От 1 януари е част от новосъздадената община Валкиуза. Разположено е на 654 m надморска височина. Населението на селото е 124& души (към 31.11.2018 г.).